# Arceofont
Arceofont (en grec antic Άρκεοφών) va ser, segons la mitologia grega, un home molt ric, fill de Minníridas, nascut a Salamina, a Xipre.
Aquest home va veure la filla de Nicocreont, rei de Salamina i descendent de Teucre, i se'n va enamorar. Per la genealogia de la noia, Arceofont encara la volia més, ja que ell era fill de fenicis, i socialment de classe baixa encara que tingués moltes riqueses. Va oferir molts més presents que els altres pretendents, però Nicocreont no els acceptà. Arceofont va rondar més sovint la casa d'Arsíone, la filla del rei, i vetllava amb els seus companys. Però no obtenia res d'això, i va convèncer la dida de la noia, a base de regals, que li proporcionés una cita amb Arsíone d'amagat. Però la noia, quan la dida li va dir la proposta, ho va explicar als seus pares. Nicocreont va tallar la llengua a la dida, la punta del nas i els dits, i la va fer fora de casa seva. Això va provocar la còlera d'Afrodita. Perduda tota esperança, Arceofont es va deixar morir de gana. La gent de la ciutat van lamentar aquella mort, i es va organitzar un gran funeral. Quan els seus parents van transportar el cos per retre-li honors fúnebres, Arsínoe va treure el cap des de casa seva per veure com cremaven el cos d'Arceofont. Afrodita, molesta per la seva insolència, la va transformar en pedra, arrelant els seus peus a terra.
Aquesta història és molt semblant a la d'Ifis i Anaxàrete.